# Wikimania

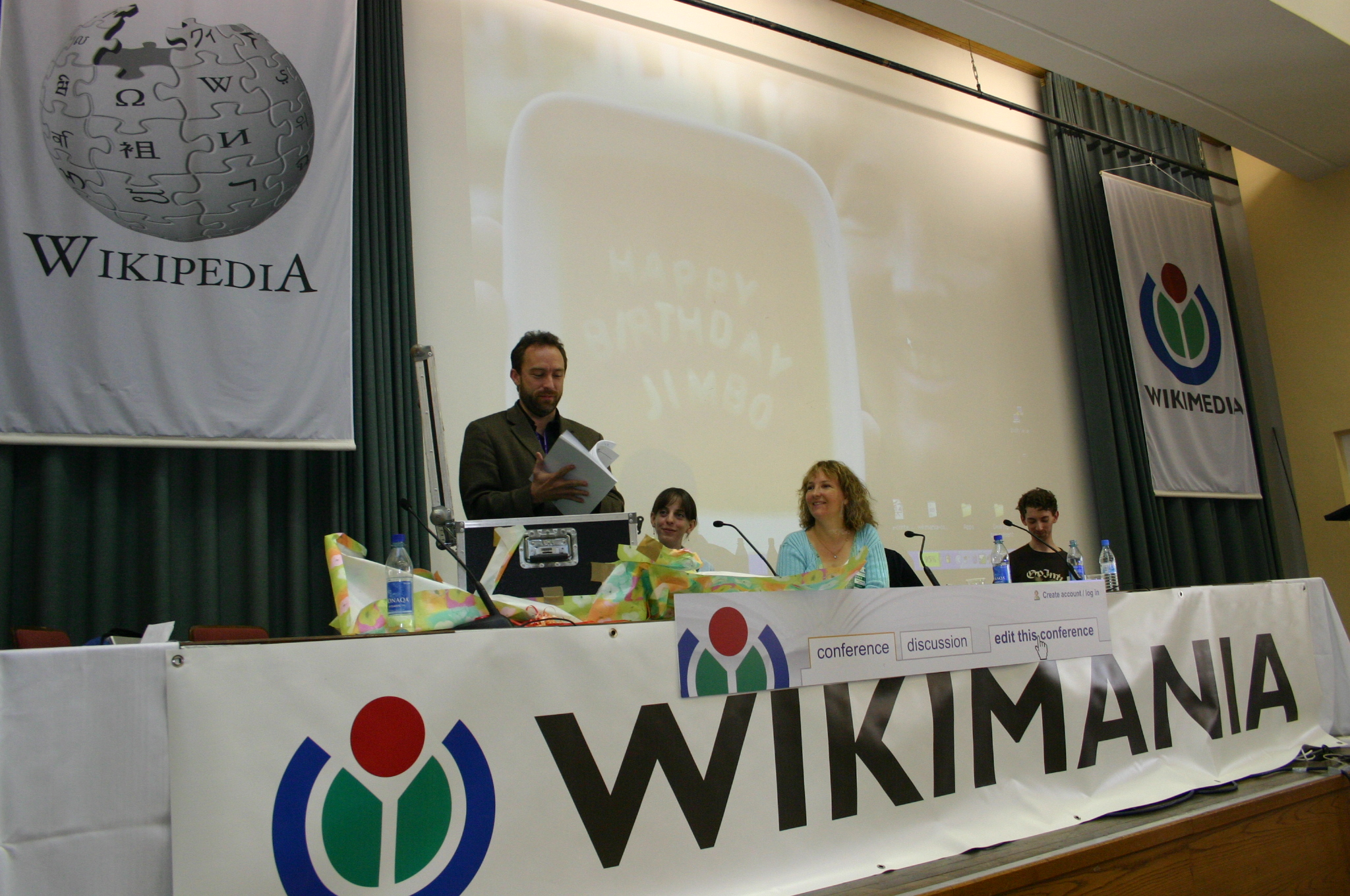
En Jimmy Wales, un dels fundadors de la Viquipèdia, parlant a Wikimania.

Wikimania és un congrés internacional, on es realitzen conferències per a presentar estudis, investigacions, observacions i experiments relacionats amb els projectes, la cultura i tecnologia wiki i el coneixement lliure, i es troben usuaris i col·laboradors de projectes wiki dirigits per la Fundació Wikimedia. Es porta a terme tots els anys, des de la primera edició del 2005 que va tenir lloc a Frankfurt del Main, Alemanya.

## Història
| Edició         | Dates                     | Lloc                        | Continent |
| -------------- | ------------------------- | --------------------------- | --------- |
| Wikimania 2005 | 5 – 7 d'agost de 2005     | Frankfurt, Alemanya         | Europa    |
| Wikimania 2006 | 4 – 6 d'agost de 2006     | Cambridge, Estats Units     | Amèrica   |
| Wikimania 2007 | 3 – 5 d'agost de 2007     | Taipei, Taiwan              | Àsia      |
| Wikimania 2008 | 17 – 19 de juliol de 2008 | Alexandria, Egipte          | Àfrica    |
| Wikimania 2009 | 26 – 28 d'agost de 2009   | Buenos Aires, Argentina     | Amèrica   |
| Wikimania 2010 | 9 – 11 de juliol de 2010  | Gdańsk, Polònia             | Europa    |
| Wikimania 2011 | 4 - 7 d'agost de 2011     | Haifa, Israel               | Àsia      |
| Wikimania 2012 | 12 - 15 de juliol de 2012 | Washington DC, Estats Units | Amèrica   |
| Wikimania 2013 | 7 - 11 d'agost de 2013    | Hong Kong, Xina             | Àsia      |
| Wikimania 2014 | 6 - 10 d'agost de 2014    | Londres, Anglaterra         | Europa    |
| Wikimania 2015 | 15 - 19 d'agost de 2015   | Ciutat de Mèxic, Mèxic      | Amèrica   |
| Wikimania 2016 | 21 - 28 de juny de 2016   | Esino Lario, Itàlia         | Europa    |
| Wikimania 2017 | 9 - 13 d'agost de 2017    | Mont-real, Quebec           | Amèrica   |
| Wikimania 2018 | 18 - 22 de juliol de 2018 | Ciutat del Cap, Sud-àfrica  | Àfrica    |
| Wikimania 2019 | 14 - 18 d'agost de 2019   | Estocolm, Suècia            | Europa    |

## Edicions

### 2005

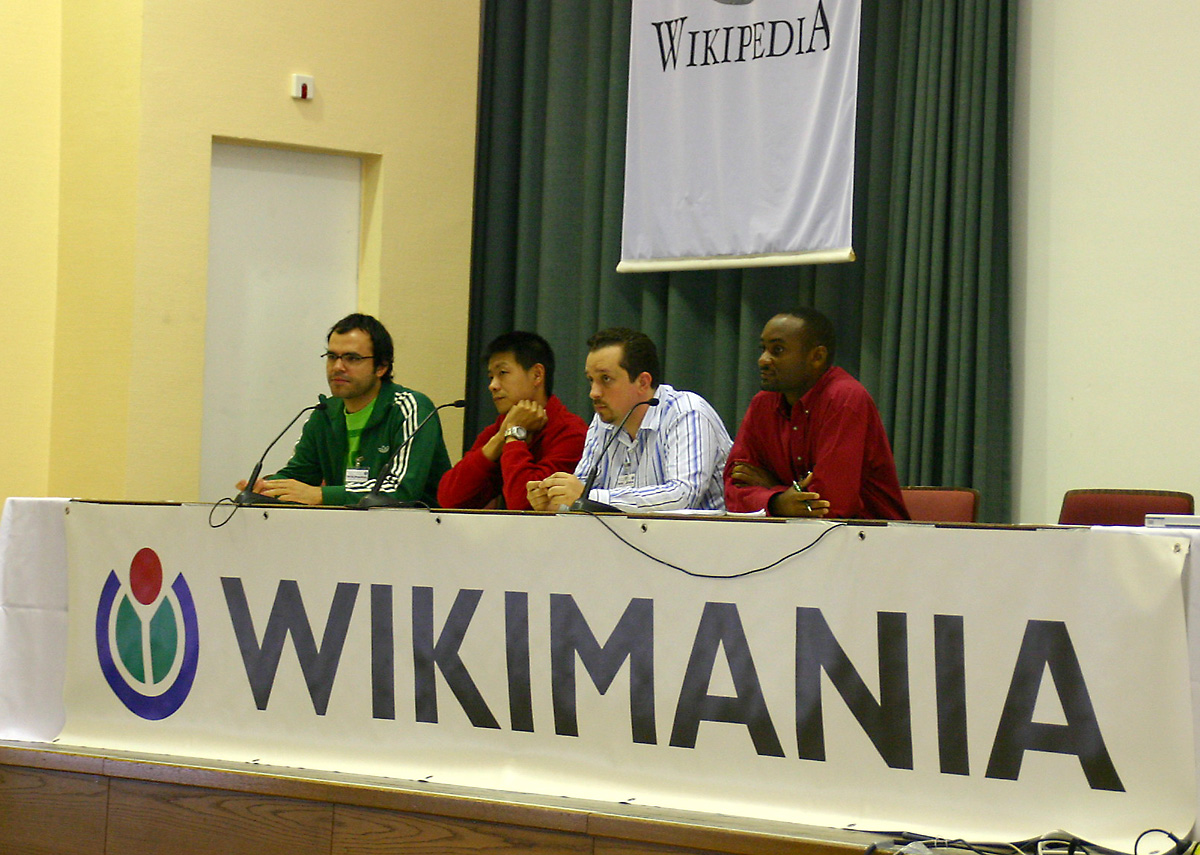
Wikimania 2005.

La primera conferència Wikimania es feu a la Casa del Jovent (Haus der Jugend) (a Frankfurt - Alemanya), del 4 al 8 d'agost de 2005.
Els quatre dies anteriors (de l'1 al 4 d'agost de 2005) se celebraren els Hacking Days", on al voltant de 25 desenvolupadors de programari es van dedicar a debatre diferents aspectes tècnics sobre MediaWiki i l'engegada de projectes Wikimedia.
Durant el cap de setmana foren organitzades conferències durant tot el dia. Entre els ponents més destacats s'incloïen a Jimmy Wales, Ross Mayfield, Ward Cunningham i Richard Stallman (la conferència dels quals va ser "Copyright i comunitat en l'època de les xarxes d'ordinadors"). La majoria de les sessions se celebraren en anglès, encara que algunes es realitzaren en alemany.
L'esdeveniment va ser patrocinat entre altres per Answers.com, SocialText, Sun Microsystems, DocCheck, i Logotips Group.

### 2006

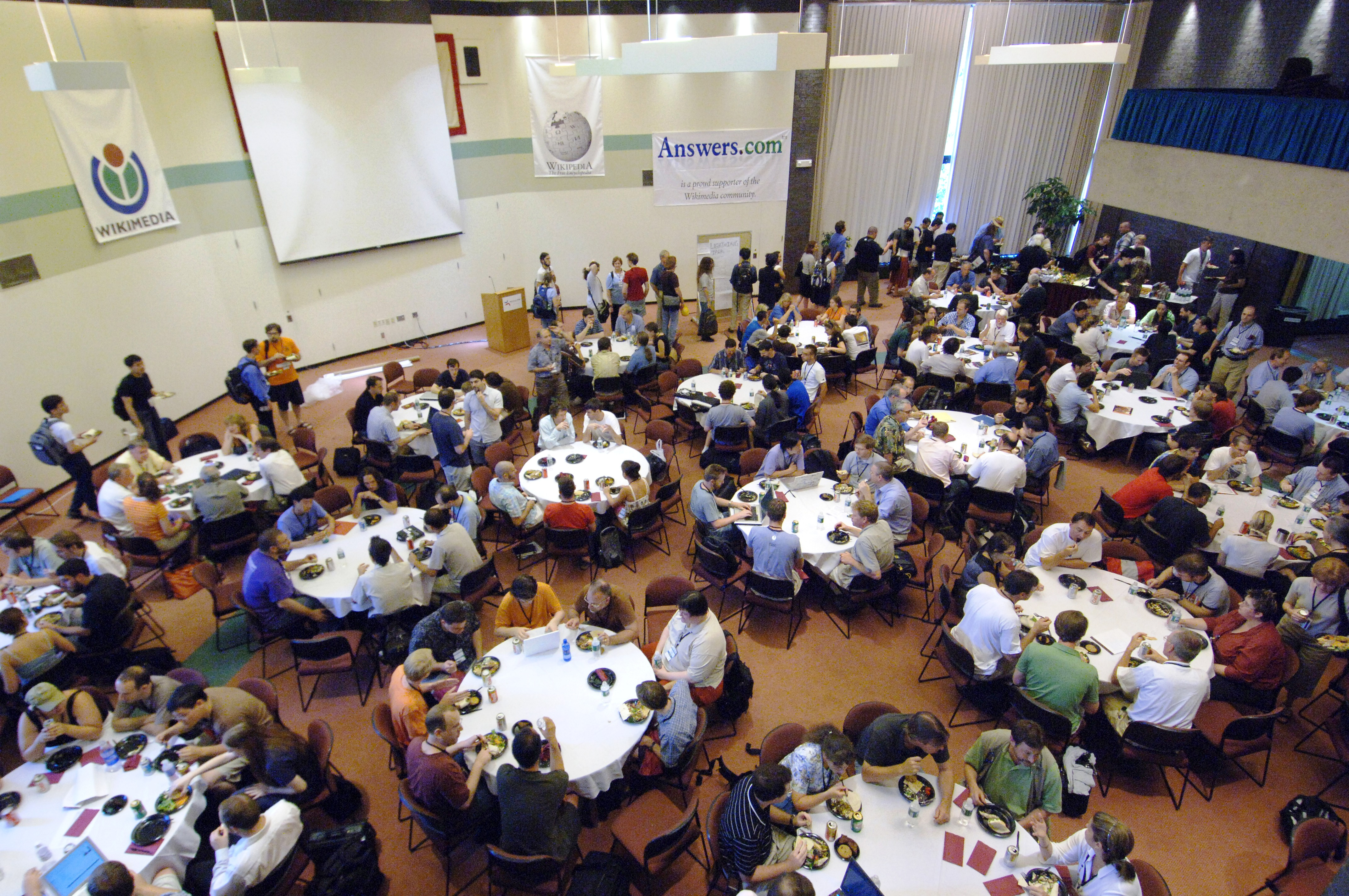
Wikimania 2006.

La segona Wikimania se celebrà en el Centre Berkman d'Internet i Societat de l'Escola de Dret de Harvard (Harvard Law School's Berkman Center for Internet & Society) en Cambridge, Massachusetts (Estats Units), del 4 al 6 d'agost de 2006. Assistiren entre 400 i 500 participants.
Entre els ponents se trobaven Jimmy Wales, Lawrence Lessig, Brewster Kahle, Yochai Benkler, Mitch Kapor, Ward Cunningham i David Weinberger.
La conferència de Jimmy Wales va ser coberta per Associated Press i impresa en nombrosos periòdics per tot el món. Va narrar com anà evolucionant la Fundació Wikimedia des dels seus orígens fins a l'estructura corporativa actual; el pols entre qualitat i quantitat; la futura inclusió de Wikipedia en els ordinadors distribuïts en el programa 'One Laptop per Child'; la presentació del projecte Wikiversitat; i que Wiki-WYG estava en desenvolupament gràcies a la inversió privada de Wikia i Socialtext.
Answers.com fou el principal promotor de Wikimania 2006, a més d'Amazon.com, el centre Berkman per a Internet i Societat de l'Escola de Dret de Harvard (Berkman Center for Internet & Society at Harvard Law School), Nokia, WikiHow (categoria Benefactors); Wetpaint, Ask.com, Yahoo!, Socialtext (categoria Amics); IBM, FAQ Farm, Elevation Partners, One Laptop per Child, i la fundació Sunlight (categoria Suport).
Altres tres equips van sol·licitar acollir a l'esdeveniment en les ciutats de Londres, Milà, Boston i Toronto; encara que només Toronto i Boston superaren la primera ronda de selecció.

### 2007

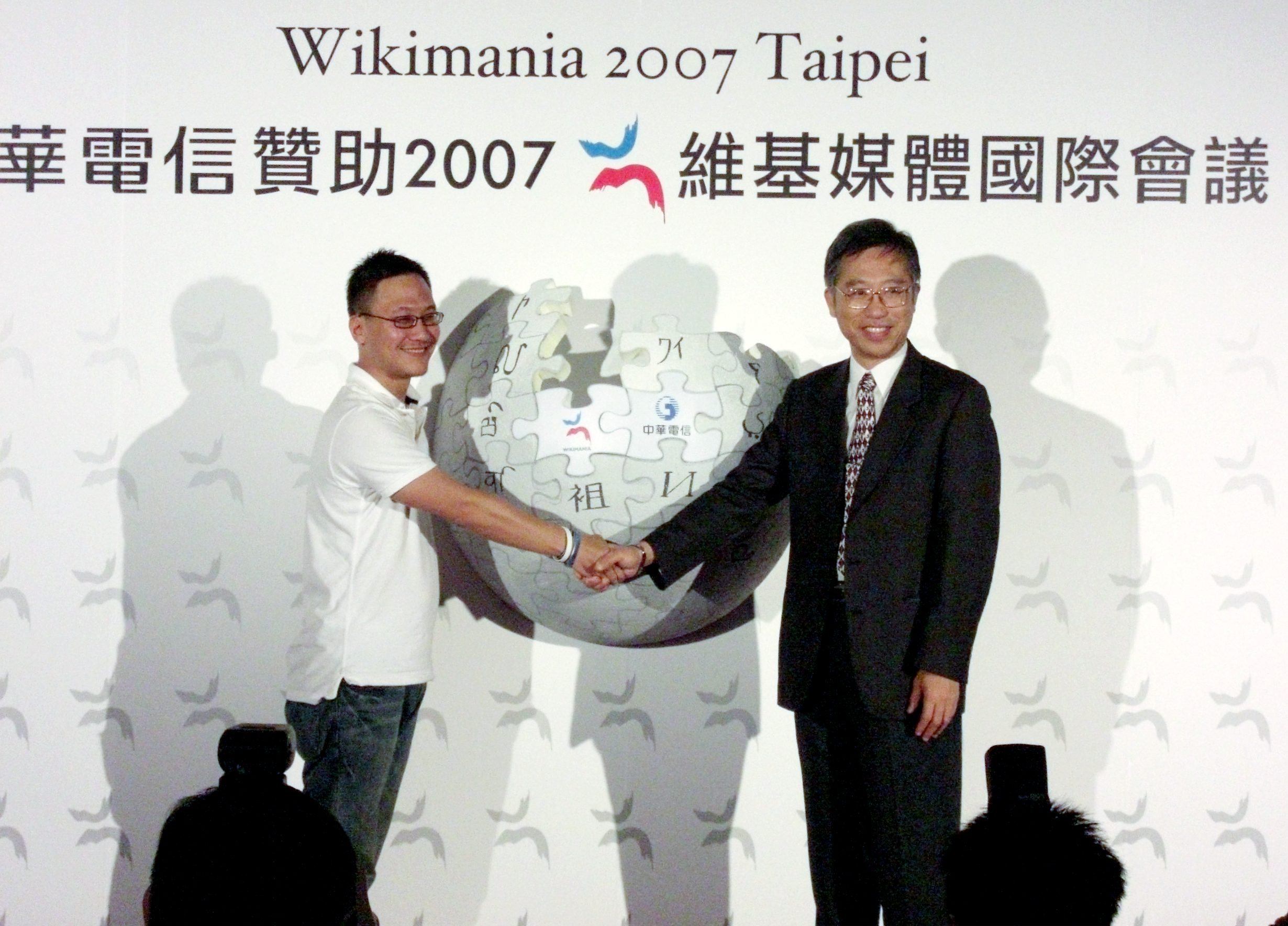
Wikimania 2007.

Com es va anunciar el 25 de setembre de 2006, Wikimania 2007 tingué lloc a Taipei, Taiwan des del 3 al 5 d'agost de 2007.
Altres tres equips van presentar les seues candidatures per a allotjar la celebració en les ciutats de Londres, Alexandria i Torí. Les candidatures de Hong Kong, Singapur, Istanbul i Orlando no foren preseleccionades.

### 2008
Wikimania 2008 es transportà a Alexandria, Egipte. L'esdeveniment tingué lloc a la Biblioteca d'Alexandria. Es van produir moltíssimes discussions per la tria d'Alexandria arran de les acusacions de censura i d'empresonament d'alguns blocaires pronunciades contra el govern egipci.

### 2009

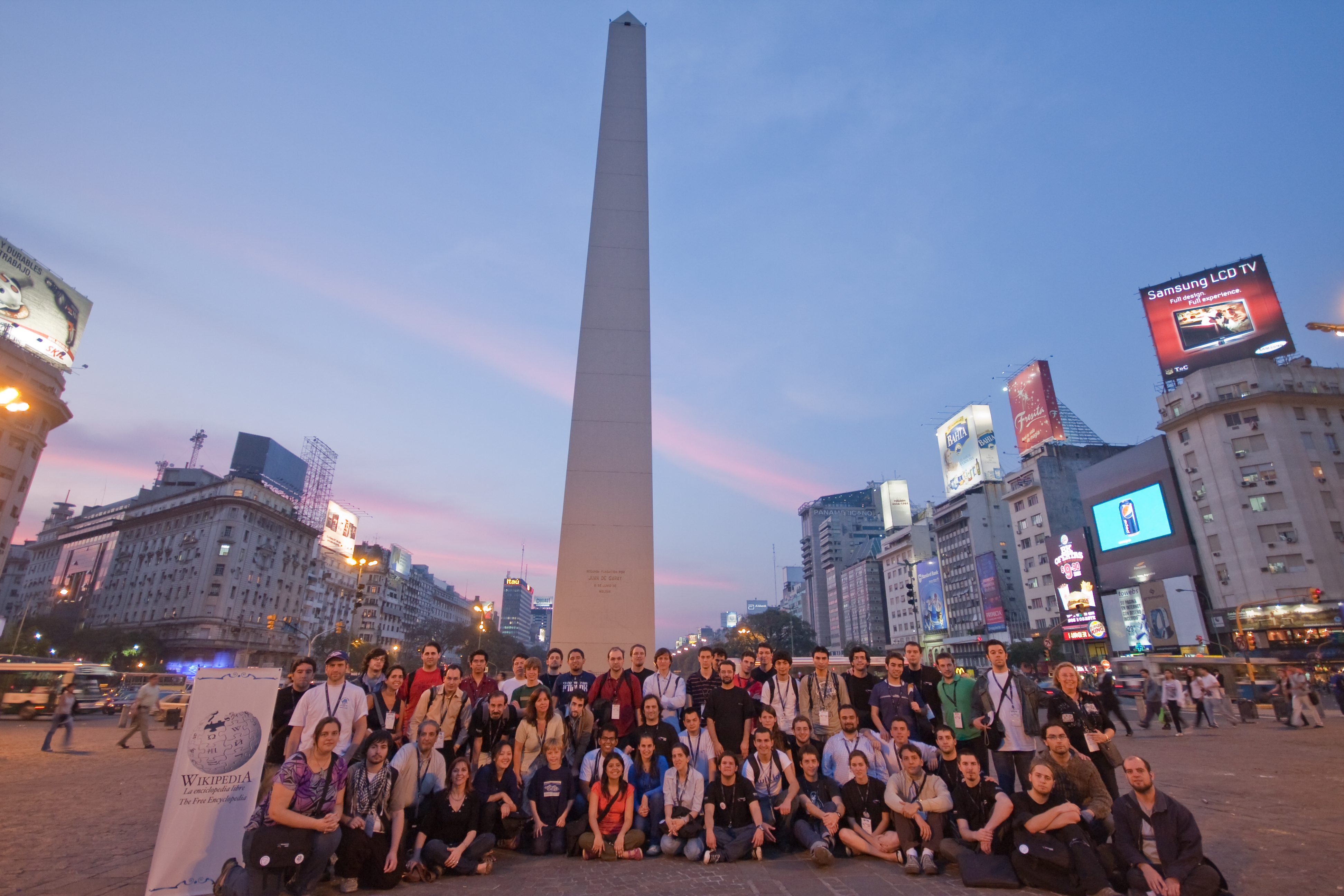
Foto de grup de la Wikipedia en castellà a l'Obelisc de Buenos Aires durant Wikimania 2009.

Wikimania 2009 tingué lloc en el Centre Cultural General San Martín, ubicat a la Ciutat de Buenos Aires, Argentina. Es realitzà entre els dies 26 i 28 d'agost. La seu va ser seleccionada al març de 2008, quedant també com finalistes les ciutats de Toronto (Canadà), Brisbane (Austràlia) i Karlsruhe (Alemanya).
La conferència comptà amb l'auspici del grup Telefonica, The Richard Lounsbery Foundation, Answers.com, Kaltura, Wikimedia Alemanya, el Govern de la Ciutat Autònoma de Buenos Aires, l'Open Society Institute, WikiHow, Wikia i el Banco Credicoop.
Aquesta va ser la primera edició bilingüe amb servei de traducció simultània per a les sales principals, a més de la primera realitzada en Amèrica Llatina, amb la consegüent facilitat d'accés per a les comunitats involucrades en projectes Wikimedia de tota la regió.
Entre els principals dissertants es trobaren Richard Stallman i Jimbo Wales.

### 2010

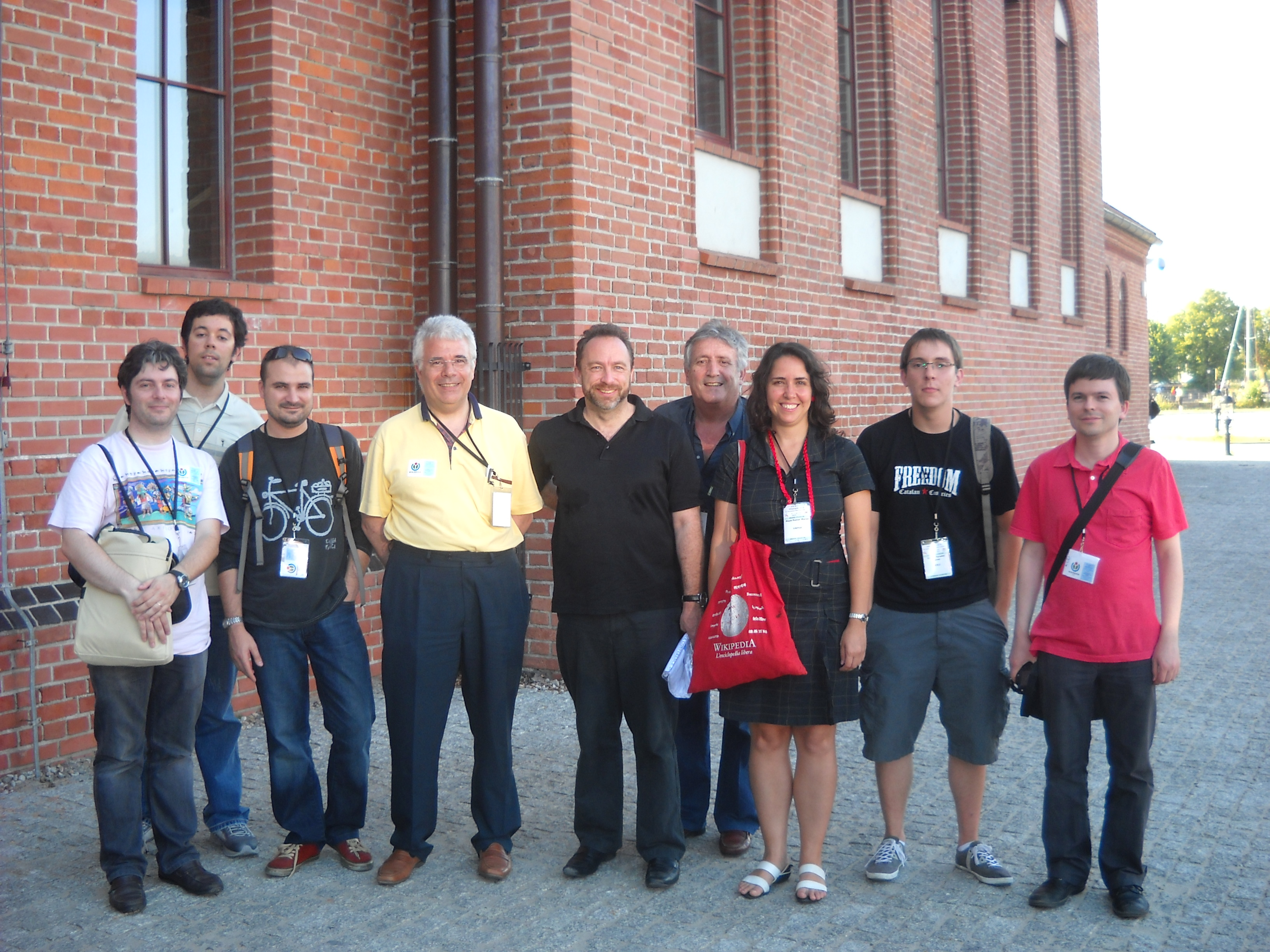
Jimmy Wales amb la representació de la Viquipèdia en català, durant Wikimania 2010.

L'edició de 2010 es va realitzar entre el 9 i 11 de juliol a la ciutat de Gdańsk, a Polònia. La capital de Caixúbia havia aconseguit ser triada com a ciutat organitzadora de Wikimania 2010 enfront de les altres finalistes Amsterdam i Oxford, tot i que amb un marge molt reduït.
Les seus de l'esdeveniment van ser la Filharmònica Polonesa Bàltica i el Museu Marítim Central, situats a l'illa d'Ołowianka.
Entre els esdeveniments més destacats convé destacar la presentació d'un CD amb 500 articles de la Viquipèdia malaialam per part de Jimmy Wales mentre feia el seu discurs principal. També s'hi presentà un documental Truth in Numbers: Everything according to Wikipedia sobre la història de la Viquipèdia.
La representació de la Viquipèdia en català, entre altres xerrades, va mostrar l'experiència en educació a la Comunitat Balear.

### 2011

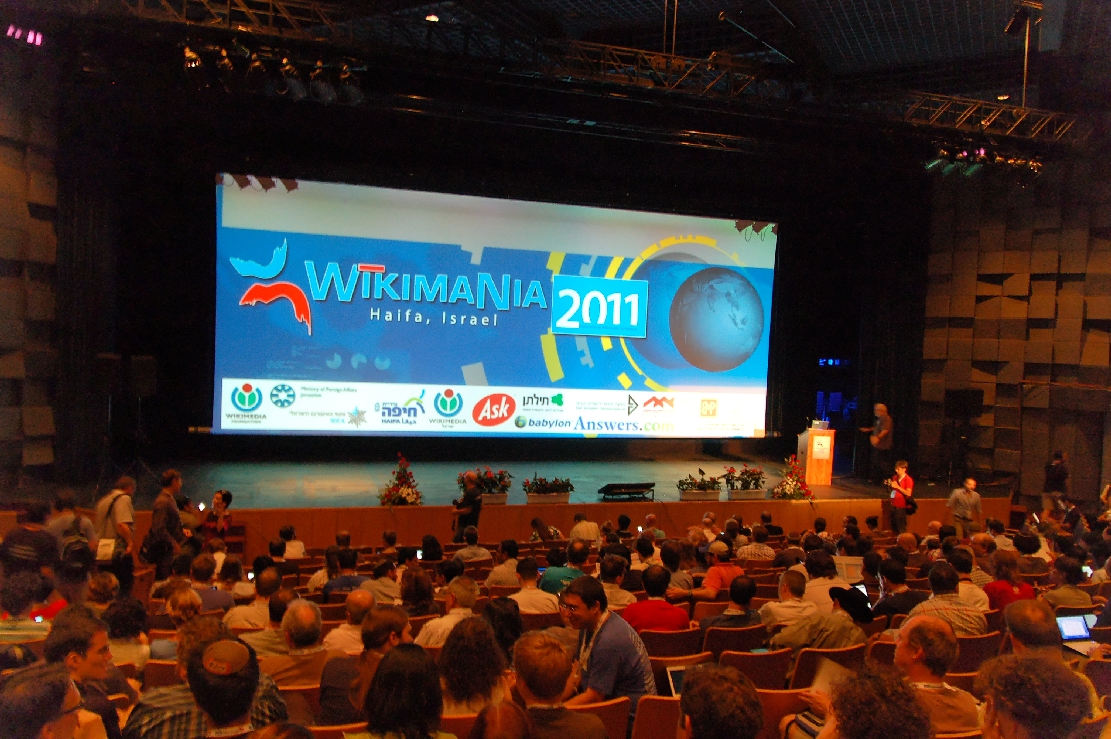
Foto de l'acte inaugural

L'edició de Wikimania 2011 va ocórrer a Haifa (Israel) del 4 al 7 d'agost, tot i que hi hagué també dos dies anteriors que es van dedicar a trobades per als desenvolupadors.
Aquesta edició es va veure commoguda per les notícies del primer dia, arran de certes declaracions fetes durant la conferència plenària d'obertura: o sigui el nombre de col·laboradors als projectes de la Viquipèdia està minvant. Ara bé, en canvi, a la conferència de clausura que va fer en Jimmy Wales, aquest va precisar que aquesta davallada només afectava les dues versions més grans, mentre que a la majoria de les altres existia un augment considerable comparable a la tendència dels anys precedents. Jimbo ha subratllat quin ha de ser el futur de la Viquipèdia: la simplificació.
Durant aquest esdeveniment es va atorgar el primer premi al "viquipedista de l'any", que ha guanyat en Rauan Kenzhekhanuly, un usuari de la viquipèdia kazaka, un projecte que ha passat en un any de 15 a 213 contribuïdors.

### 2012

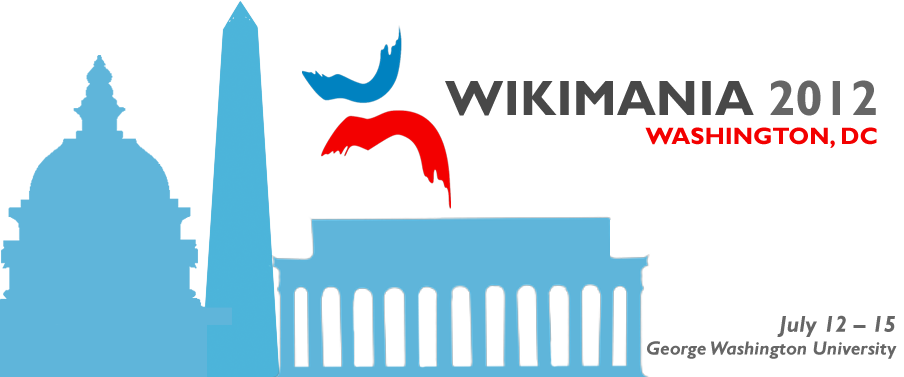
Wikimania 2012

El 2012 es va celebrar la conferència a capital dels Estats Units d'Amèrica, Washington DC.

### 2013

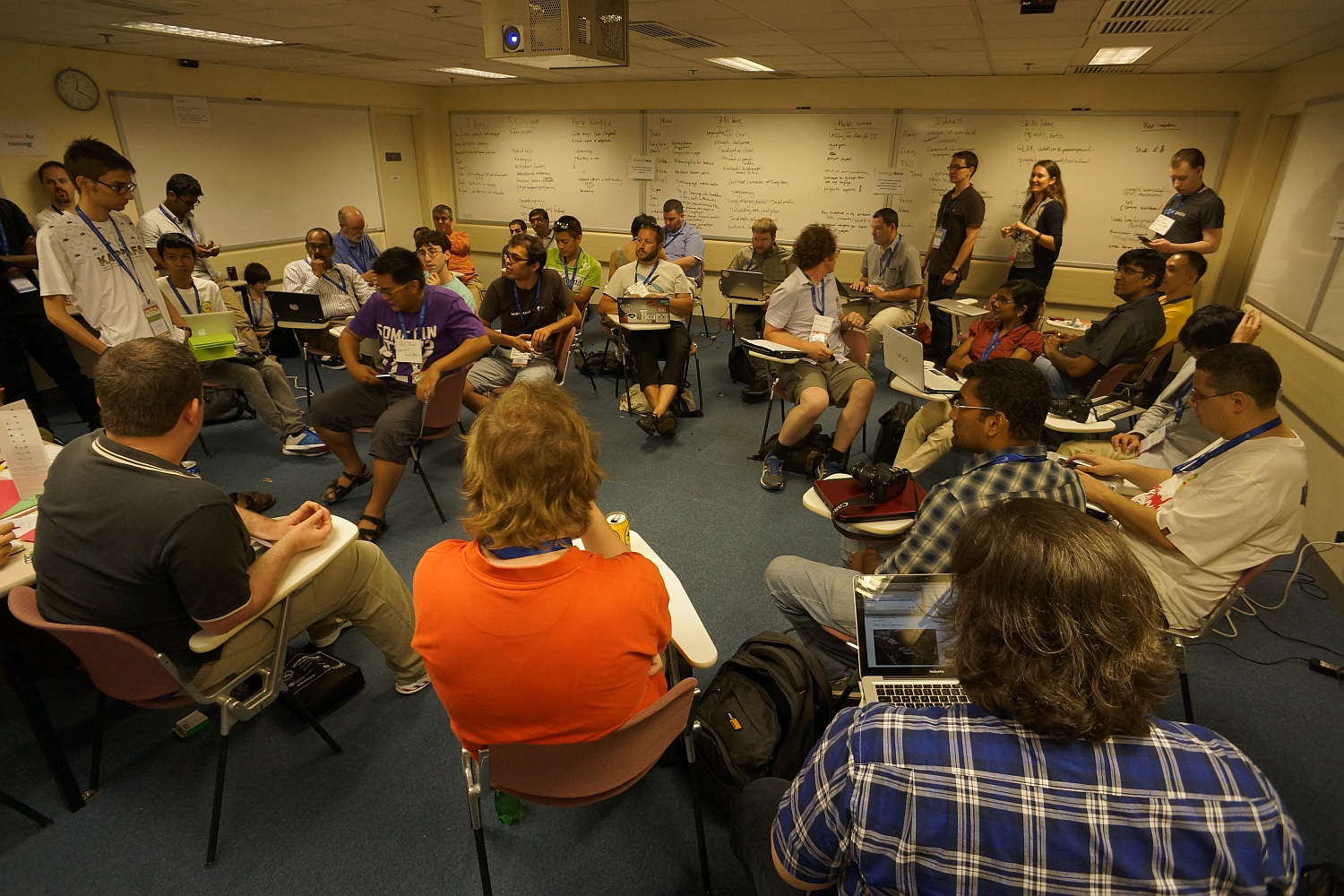
Sessió de pluja d'idees el 2013

El 2013 la conferència va tornar a Àsia, aquesta vegada a la ciutat de Hong Kong.

### 2014
Aquest any es va celebrar al Barbican Centre a la city de Londres.

### 2015
Wikimania 2015 va ser l'onzena conferència, es va celebrar del 15 al 19 de juliol de 2015. Licitació inaugurar oficialment el desembre de 2013. Ciutat de Mèxic va ser triat a l'abril de 2014 com la ciutat amfitriona, amb les úniques altres ofertes procedents de Ciutat del Cap, Sud-àfrica, i Monastir, Tunísia.

### 2016

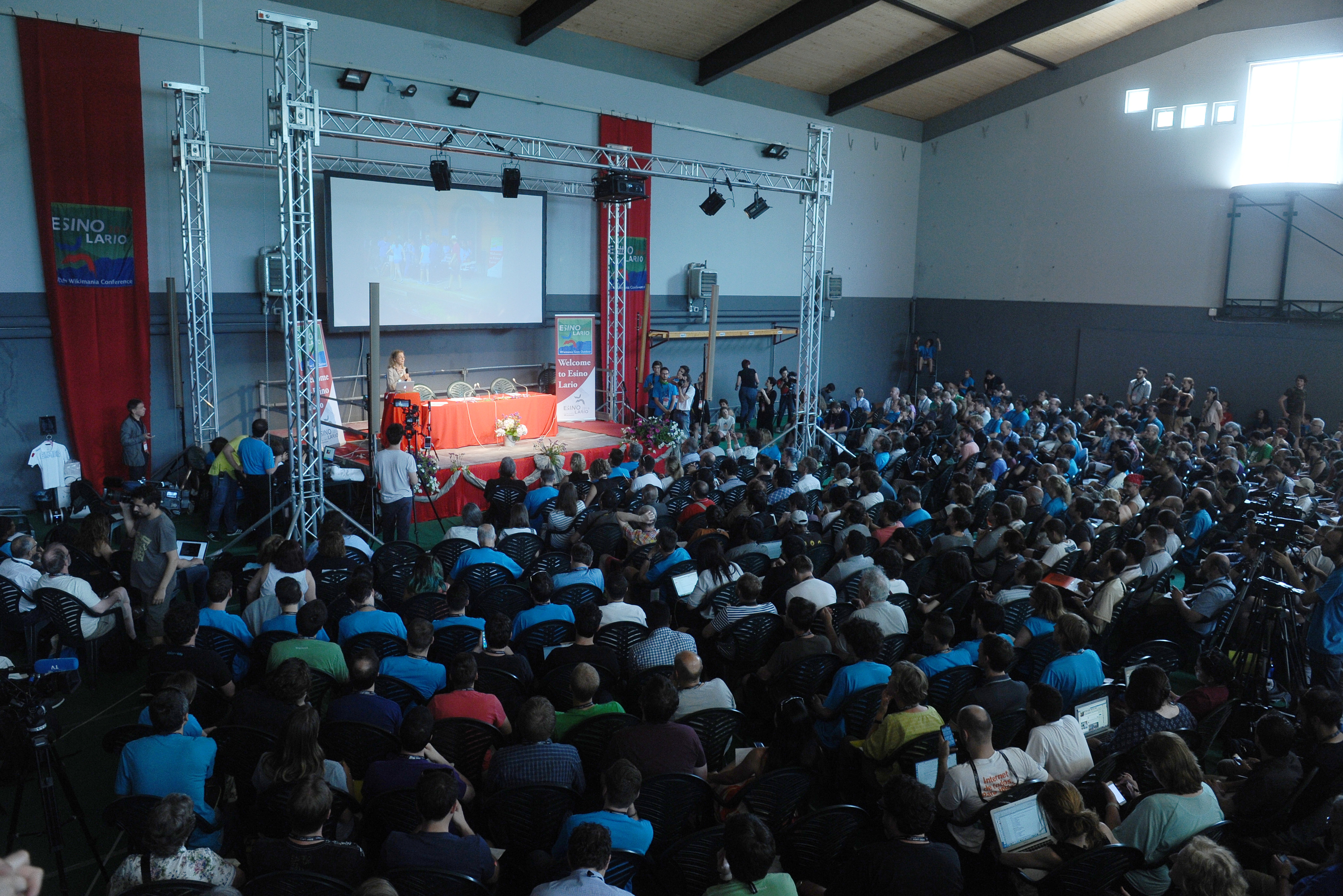
Assitents durant l'acte de presentació el 2016

L'edició del 2016 es va celebrar en un petit municipi dels Alps italians.